# ديف هيل (سياسي)
ديف هيل (بالإنجليزية: Dave Hill)‏ هو سياسي بريطاني، ولد في 10 أكتوبر 1945 في لندن في المملكة المتحدة. حزبياً، نشط في حزب الكرامة وحزب العمال.